# برج نبرزنایا
برج نبرزنایا (روسی: Башня на Hабережной، آوانگاری Bashnya na Naberezhnoy) مجموعه‌ای از ۳ ساختمان اداری ۵۹ طبقه، ۲۷ طبقه و ۱۷ طبقه مستقر در مرکز بین‌المللی کسب‌وکار مسکو است، که پروژه ساخت آن در سال ۲۰۰۳ آغاز شد و در سال ۲۰۰۷ به بهره‌برداری رسید.